# 김창주 (연출가)
김창주(金昌柱)Changju Kim는 대한민국의 영화 감독이자 영화 편집자이다.

## 학력
- AFI(American Film Institute)

## 수상
- 2013년 《제50회 대종상 영화제》 - 편집상(설국열차)
- 2014년 《제35회 청룡영화상》 - 편집상(끝까지 간다)
- 2014년 《제1회 한국영화제작가협회상》 - 편집상(끝까지 간다)

## 작품 활동

### 영화 연출
- 2021년 영화 《발신제한》
- 2024년 영화 《아마존 활명수》

### 편집
- 2005년 영화 《원》
- 2006년 영화 《음란서생》
- 2006년 영화 《여교수의 은밀한 매력》
- 2006년 영화 《호로비츠를 위하여》
- 2006년 영화 《플라이 대디》
- 2006년 영화 《마음이》
- 2007년 영화 《작은 여자 큰 여자 그 사이에 낀 남자-에피소드2》
- 2007년 영화 《웅이 이야기》
- 2007년 영화 《리턴》
- 2008년 영화 《좋은 밤 되세요》
- 2008년 영화 《장례식의 멤버》
- 2009년 영화 《마린 보이》
- 2009년 영화 《나는 갈매기》
- 2009년 영화 《천국의 우편배달부》
- 2009년 영화 《나는 곤경에 처했다!》
- 2010년 영화 《허기》
- 2010년 영화 《반가운 살인자》
- 2010년 영화 《사요나라 이츠카》
- 2010년 영화 《포화 속으로》
- 2010년 영화 《나탈리》
- 2010년 영화 《아이들...》
- 2010년 영화 《간증》
- 2011년 영화 《짐승》
- 2011년 영화 《최종병기 활》
- 2011년 영화 《가문의 영광4 - 가문의 수난》
- 2011년 영화 《최종병기 활 감독확장판》
- 2011년 영화 《퍼펙트 게임》
- 2012년 영화 《두 개의 달》
- 2012년 영화 《간첩》
- 2012년 영화 《점쟁이들》
- 2012년 영화 《남자사용설명서》
- 2012년 영화 《잉투기》
- 2013년 영화 《더 테러 라이브》
- 2013년 영화 《설국열차》
- 2013년 영화 《관상》
- 2013년 영화 《더 파이브》
- 2014년 영화 《표적》
- 2014년 영화 《끝까지 간다》
- 2014년 영화 《황제를 위하여》
- 2014년 영화 《명량》
- 2014년 영화 《소녀괴담》
- 2014년 영화 《두근두근 내 인생》
- 2014년 영화 《내 심장을 쏴라》
- 2014년 영화 《쓰리 썸머 나잇》
- 2014년 영화 《두근두근내인생》
- 2015년 영화 《극비수사》
- 2015년 영화 《손님》
- 2015년 영화 《희생부활자》
- 2015년 영화 《특종 량첸살인기》
- 2015년 영화 《서부전선》
- 2015년 영화 《슈퍼프렌즈》
- 2015년 영화 《극비수사》
- 2015년 영화 《그날의 분위기》
- 2015년 영화 《대호》
- 2016년 영화 《당신거기있어줄래요》
- 2016년 영화 《엽기적인 그녀2》
- 2016년 영화 《프리즌》
- 2016년 영화 《계춘할망》
- 2016년 영화 《사랑하기 때문에》
- 2016년 영화 《터널》
- 2016년 영화 《가려진시간》
- 2016년 영화 《브이아이피》
- 2017년 영화 《특별시민》
- 2017년 영화 《흥부 글로 세상을 바꾼자》
- 2017년 영화 《리얼》
- 2017년 영화 《대장 김창수》
- 2017년 영화 《명당》
- 2017년 영화 《청년경찰》
- 2018년 영화 《PMC 더 벙커》
- 2018년 영화 《마녀》
- 2018년 영화 《안시성》
- 2018년 영화 《폴란드로 간 아이들》
- 2018년 영화 《챔피언》
- 2019년 영화 《침입자》
- 2019년 영화 《히트맨》
- 2019년 영화 《배심원들》
- 2019년 영화 《나를 찾아줘》
- 2019년 영화 《장사리 잊혀진 영웅들》
- 2020년 영화 《국제수사》

### 텔레비전 드라마 편집
- 2010년 SBS 월화 미니시리즈 《아테나: 전쟁의 여신》
- 2013년 KBS2 수목 미니시리즈 《아이리스 2》
- 2019년 NETFILX 오리지널 드라마 《킹덤(Netflix 드라마) 시즌1》
- 2020년 NETFILX 오리지널 드라마 《킹덤(Netflix 드라마) 시즌2》

### 편집지원
- 2012년 편집지원 《잉투기》
- 2013년 편집지원 《협녀 칼의기억》
- 2017년 편집지원 《조작된도시》

### 편집감수
- 2014년 편집감수 《성실한 나라의 앨리스》
- 2019년 편집감수 《럭키 몬스터》

### 편집팀
- 2005년 편집팀 《웰컴 투 동막골》

### DI Producer
- 2011년 DI Producer《가문의 영광4 - 가문의 수난》

### Digital Supervisor
- 2011년 Digital Supervisor 《짐승》

### Digital Intermediate Supervisor/디지털색보정
- 2010년 디지털색보정 《간증》

### Post Production Supervisor
- 2009년 《천국의 우편배달부》